# ماريو مندوزا كورتيس
ماريو مندوزا كورتيس (بالإسبانية: Mario Mendoza Cortés)‏ هو سياسي مكسيكي، ولد في 26 يوليو 1968 في ولاية بويبلا في المكسيك، وتوفي في 26 سبتمبر 2007 في ولاية هيدالغو في المكسيك بسبب حادث مرور. حزبياً، نشط في الحزب الثوري المؤسساتي. وقد انتخب عضو مجلس النواب المكسيك.